# Porto di Kobe
Il porto di Kobe è un porto marittimo giapponese che si trova nella città di Kōbe, nella prefettura di Hyōgo e in particolare nell'area della Keihanshin.